# 121
El año 121 (CXXI) fue un año común comenzado en martes del calendario juliano, en vigor en aquella fecha.
En el Imperio romano el año fue nombrado el del consulado de Vero y Augur, o menos frecuentemente, como el 874 ab urbe condita, siendo su denominación como 121 a principios de la Edad Media, al establecerse el Anno Domini.

## Acontecimientos
- En Baviera (actual Alemania) se registra un «gran terremoto».[1]  (Véase Terremotos de la Antigüedad).
- En Alemania se menciona por vez primera el asentamiento romano en lo que hoy es Wiesbaden.
- El emperador romano Adriano fija la frontera entre la Britania romana y Caledonia en una línea que corre desde el río Tyne hasta el golfo de Solway.
- En Roma comienza la construcción del Templo de Venus y Roma.

## Nacimientos
- 26 de abril: Marco Aurelio,[2] emperador romano (f. 180).

## Fallecimientos
- Cai Lun, inventor chino.
- Deng Sui, emperatriz durante la dinastía Han.